# I’m Lovin’ It (dal)
Az I’m Lovin’ It egy Justin Timberlake dal. Debütálásának dátuma 2003, a számot, mint Justin első nagylemezét, a Justifiedot, a The Neptunes produceli. A dal a McDonald’s gyorsétterem kampánycíme és hivatalos slágere lett, mind a mai napig.
A dalhoz készült videót Paul Hunter rendezte, aki egyébként Justin My Love című videóját is készítette. A dal nem került fel a Justifiedra, Justin, Live From London DVD-jén található meg. Az E.U. országai számára kislemezként is kiadták a dalt, melyre felkerült a remix változat Snoop Dogg közreműködésével.

## Remix-ek/Hivatalos verziók
- Eredeti Verzió – 3:39
- Hangszerelve – 3:39
- Promo Verzió – 4:04
- Remix featuring Snoop Dogg – 3:54

## Külső hivatkozások
- Justin Timberlake Videó